# 広済寺 (衡陽市)
広済寺（こうさいじ）は、中華人民共和国湖南省衡陽市南嶽区衡山にある仏教寺院。

## 歴史
明の万暦23年（1595年）、無碍和尚により創建された寺である。当時は清涼寺と称した。清の順治15年（1658年）、彼の弟子である竺庵和尚が寺院を重修した。康熙年間（1662年-1722年）、智犁和尚と竜山和尚は寺院を拡張した。

## ギャラリー
- 広済寺
- 放生池の観音
- 大雄宝殿